# Тунлин
Тунлин (китайски традиционен: 銅陵, опростен: 铜陵, пинин: Tónglíng) е градска префектура в провинция Анхуей, Източен Китай. Разположен е на най-голямата китайска река Яндзъ в южната част на провинцията си. Населението му е 716 300 жители, а площта му е 1113 кв. км. Намира се в часова зона UTC+8. Телефонният му код е 562. МПС кодът му е 皖G. Населението на административния район е 1 562 670 жители (2010 г.).

## Побратимени градовее
- Антофагаста (Чили)
- Лейрия (Португалия)
- Холтън (Англия, Обединено кралство)
- Шелефтео (Швеция)